# Pavel Havránek (politik)
Pavel Havránek (17. června 1877 Starovičky – 24. května 1941) byl český a československý politik, meziválečný senátor Národního shromáždění ČSR za Československou sociálně demokratickou stranu dělnickou a starosta Jihlavy.

## Biografie
Působil jako politik sociální demokracie a publikoval odborné studie v oboru sociálního, penzijního a úrazového pojištění.
V parlamentních volbách v roce 1929 získal senátorské křeslo v Národním shromáždění za sociální demokraty. Mandát obhájil v parlamentních volbách v roce 1935. V senátu setrval do roku 1936, kdy rezignoval a v horní komoře ho nahradil Tomáš Korvas.
Profesí byl úředníkem a legionářem z Jihlavy.
V roce 1936 zemřel starosta Jihlavy Viktor Kousal. Pavel Havránek byl poté zvolen starostou tohoto města. Tehdy je uváděn jako ředitel okresní nemocenské pojišťovny. V komunálních volbách roku 1938 ale překvapivě nekandidoval. Kvůli povolebním průtahům ovšem nakonec ve své funkci setrval až do roku 1939.